# Indigofera oblongifolia
Indigofera oblongifolia är en ärtväxtart som beskrevs av Peter Forsskål. Indigofera oblongifolia ingår i släktet indigosläktet, och familjen ärtväxter. Inga underarter finns listade i Catalogue of Life.